# 丰维埃耶
丰维埃耶（法語：Fontvieille，法語發音：[fɔ̃vjɛj]），又称芳特维耶，是摩纳哥大公国的传统四区中最新的一个，也是现代意义上10个行政区（Ward）之一。丰维埃耶位于摩纳哥西部。由于摩纳哥经济和人口增长，目前有计划扩建丰维埃耶区。  

## 历史

摩纳哥行政区划图，丰维埃耶编号08

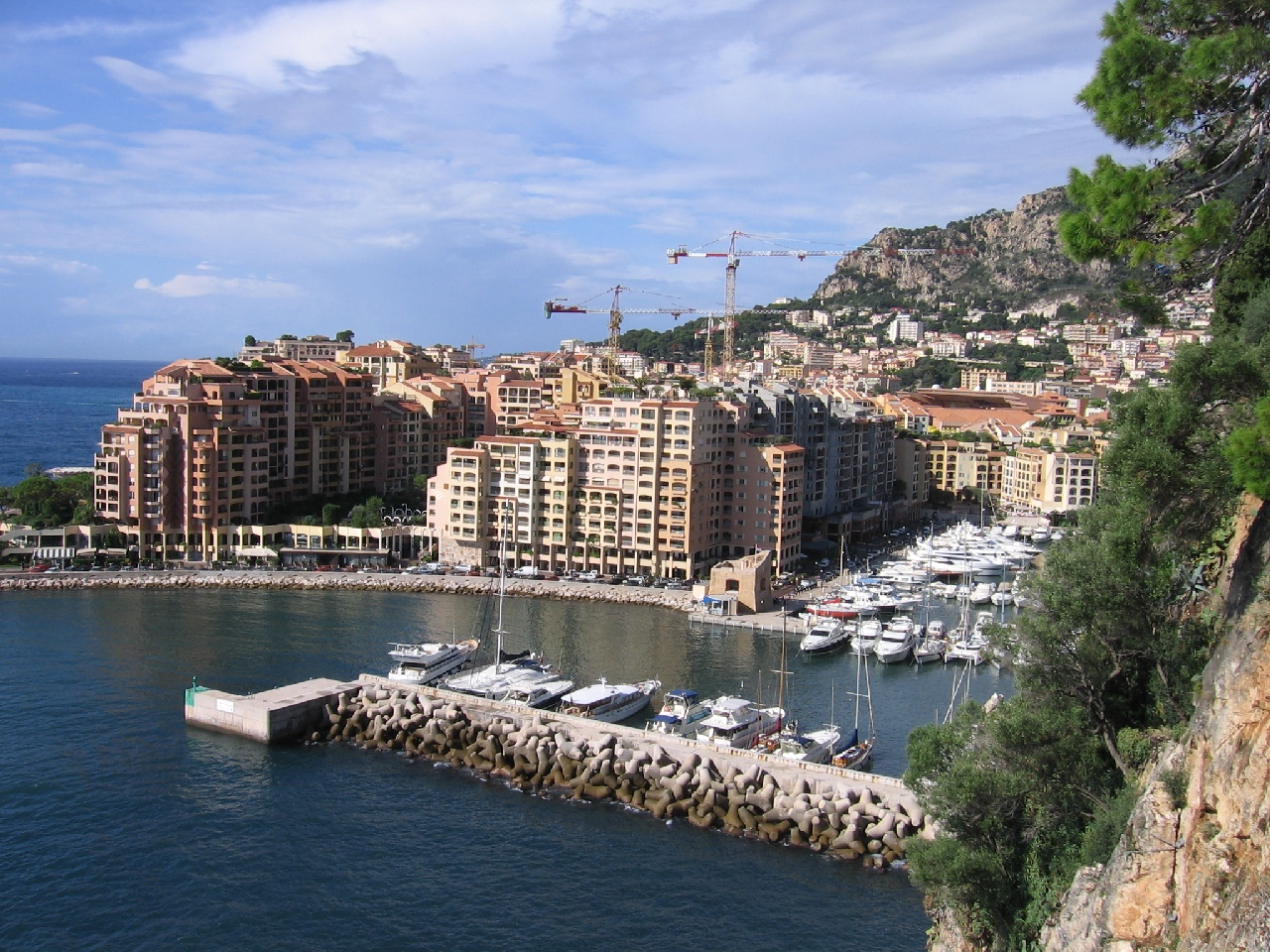
丰维埃耶

和其他三个区（摩纳哥城、蒙特卡洛和拉孔达米讷）不同，丰维埃耶是根据意大利建筑家Manfredi Nicoletti设计几乎完全建设在人工填海陆地上的，因此是大公国最年轻的地方。
为了解决长期的土地短缺，过高的人口密度，1966年开始在摩纳哥城西南部填埋地中海建设新城。 1981年，王储阿贝尔（2005年4月6号成为摩纳哥亲王）为该新城区铺下了奠基石。
丰维埃耶的建设以及众多公共项目都归功于上任摩纳哥大公。

## 人口面积
丰维埃耶位于该城邦的西南，面积 0.35 km²。人口 3,900（大约全国的十分之一）。

## 路易二世球场
丰维埃耶建有 路易二世球场 (Louis II Stadium)，是摩纳哥足球俱乐部的主场。摩纳哥是法甲最成功的球队之一，球场包括球队办公室和摩纳哥国际大学(IUM)。该场地还举行欧洲超级杯，参赛球队包括UEFA顶级赛事的赢家，即歐洲聯賽冠軍盃及歐霸盃的冠军。

## 直升机场
丰维埃耶还设有摩纳哥直升机场,，从那里飞往法国尼斯机场，然后就有飞往纽约、伦敦和其他城市的直飞航线。
哥倫布酒店，老板是F1车手大卫·库特哈德，就位于本区。
文图瑞汽车和其子公司Voxan在丰维埃耶北部。